# Convitto nazionale Vittorio Emanuele II (Roma)
Il convitto nazionale "Vittorio Emanuele II" di Roma è un convitto con scuole statali interne: primaria, secondaria di I grado, liceo classico, liceo scientifico, liceo classico europeo, liceo scientifico internazionale con opzione lingua cinese, liceo coreutico e liceo scientifico sportivo, in collaborazione con il CONI. È situato in piazza Monte Grappa, sulla riva destra del Tevere nel quartiere Della Vittoria. L'istituto, fondato nel 1891, è intitolato a Vittorio Emanuele II di Savoia, primo re d'Italia. 

## Storia

### Le origini

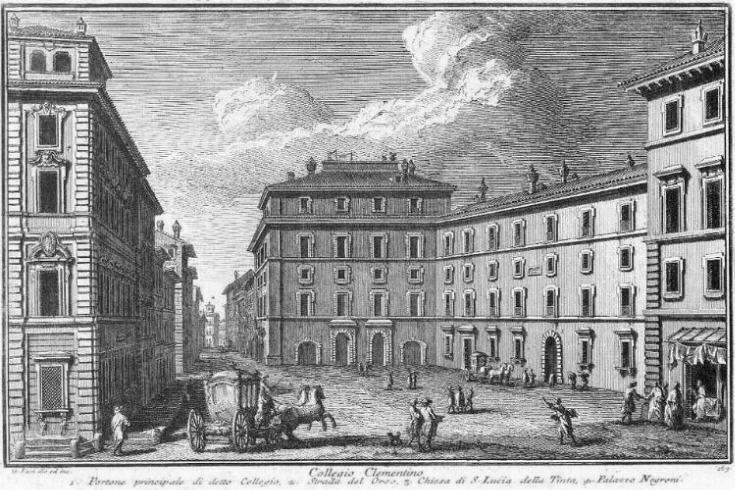
Giuseppe Vasi, Piazza Nicosia e il Collegio Clementino (al centro e a destra) nel 1748. A sinistra, Palazzo Negroni

Il convitto trae origine dal pontificio collegio Clementino, fondato da papa Clemente VIII il 5 dicembre 1595, nella sede di via del Clementino a piazza Nicosia (poco distante da Trinità dei Monti), e diretto dai Padri Somaschi. Il "Clementino" fu soppresso dal Governo napoleonico nel 1798.
Ricostituito nel 1815, fu di nuovo soppresso nel 1873 dal Governo Italiano, sotto il quale rinacque con la nuova denominazione di convitto nazionale nel 1891 (legge Casati); l'Amministrazione Provinciale di Roma si rese inoltre disponibile a concedere contributi per permettere di frequentare il convitto ai giovani provenienti dalla provincia che, pur meritevoli, non avrebbero potuto altrimenti proseguire gli studi.

### Lo spostamento del Convitto durante il ventennio fascista
Il convitto nazionale fu trasferito nel 1935 nella sede attuale di piazza Monte Grappa, appositamente costruita e provvista di spazi aperti al fine di permettere lo svolgimento di attività sportive e ricreative. Il nuovo istituto era un edificio di tre piani con ampio scantinato e sottotetto abitabile destinato ad abitazione per gli inservienti.
Il convitto poteva ospitare 140 convittori e 200 semiconvittori, iscritti esclusivamente alle scuole interne, che venivano anche frequentate da 254 esterni.
Presso l'istituto aveva sede un distaccamento pre-militare della Gioventù italiana del littorio, che comprendeva figli della lupa, balilla e avanguardisti.

### Il dopoguerra: 1945-1965
Nel dopoguerra il convitto nazionale non subì alcuna trasformazione e, rifacendosi alla riforma Gentile, poté proseguire nel suo compito istituzionale dedicato all'educazione giovanile. L'assistenza spirituale era espressamente prevista dal regolamento, che, in questo modo, veniva incontro alla volontà delle famiglie. Notevole importanza, conservavano anche le numerose attività sportive.
Il rettore-preside, figura centrale alla quale era demandata la direzione dell'Istituto, ricopriva la carica di funzionario dello Stato ma era stipendiato dalla retta dei convittori e dei semiconvittori. I quadri del personale furono mantenuti nello status ante guerra; inizialmente il personale subalterno e quello educativo erano a carico del convitto, ma durante gli anni '60 passarono gradualmente a carico dello Stato.
In un graduale percorso di ammodernamento, nei primi anni sessanta il rettore-preside Dante Affaticati aprì la frequenza per le scuole annesse anche alle ragazze: dapprima alle elementari, e progressivamente alle medie e licei.

### 1968-1975: il convitto negli anni della contestazione
Le regole del convitto continuano ad essere severissime per tutti gli anni sessanta: mentre in Italia la contestazione investiva violentemente il mondo studentesco, nel convitto gli impulsi rivoluzionari dei giovani erano quasi del tutto assenti.
Il convitto, per la sua stessa organizzazione, restò, anche in questi anni, una scuola chiusa alle novità esterne. La contestazione al convitto arrivò, in forme relativamente moderate, intorno al 1972-73.

### Il convitto oggi
Il convitto nazionale di Roma ha attraversato i cambiamenti del mondo dell'istruzione di questi ultimi anni senza particolari problemi grazie al suo Statuto in virtù del quale ha goduto di una larga autonomia. Ciò gli ha consentito di rinnovarsi interpretando le esigenze scolastiche e formative dell'utenza.
Accanto alle classi tradizionali di liceo classico e liceo scientifico, l'offerta formativa superiore del convitto si è arricchita nel corso degli anni:
- Nell'anno scolastico 1993-94 è stato istituito il liceo classico europeo, che affianca all'impianto liceale l'apprendimento di due lingue europee
- Nel 2000 il convitto ha accolto le ragazze che frequentano il liceo classico annesso all'Accademia statale di danza dell'Aventino
- Nel 2010 è stato inaugurato il liceo scientifico internazionale con opzione lingua cinese[1]
- Nel 2010 è stato inaugurato il Liceo Musicale e Coreutico - Sezione Coreutica[2]
- Nell'anno scolastico 2012/13 viene inaugurata la Sezione Liceo Scientifico a Indirizzo Sportivo in collaborazione con il CONI
- La Festa dell'istituto è l'11 dicembre

## Il convitto nel cinema
- Il Convitto appare nel film del 1951, Una bruna indiavolata quando il personaggio di Carlo (interpretato da Ugo Tognazzi) si reca nella villa attigua in Piazza Montegrappa [3].
- Davanti all'ingresso del convitto è girata una scena del film Simpatici & antipatici in cui il protagonista, interpretato da Christian De Sica, accompagna le figlie a scuola e poi incontra una vecchia amica, anche lei in procinto di accompagnare il figlio[4].
- L'edificio del Convitto compare anche nella penultima scena del film del 1983 Acqua e sapone, in cui Sandy Walsh (interpretata da Natasha Hovey) riflette affacciata sulla sponda destra di Lungotevere Oberdan, prima di esser ritrovata dalla madre (interpretata da Florinda Bolkan)[5].

## Collegamenti
Autobus e tram: è raggiungibile con le linee: 495, 628, 982; e le linee tranviarie: 19, 2.